# Mycale incurvata
Mycale incurvata är en svampdjursart som beskrevs av Claude Lévi 1993. Mycale incurvata ingår i släktet Mycale och familjen Mycalidae.
Artens utbredningsområde är havet kring Nya Kaledonien. Inga underarter finns listade i Catalogue of Life.